# みんな夢の中
「みんな夢の中」（みんなゆめのなか）は、1969年3月1日に発売された高田恭子のデビュー・シングル。

## 解説
- 高田は本楽曲リリース前の1967年に、マイク真木が結成したGSバンド「ザ・マイクス」の二代目女性ボーカリストとして加入し、シングルを1枚リリースしているが、ソロ名義でのシングルは本作が初となる。
- 1969年7月までに50万枚を売り上げた[2]。
- 本楽曲のロング・ヒットで、1969年末の「第11回日本レコード大賞」で新人賞を受賞した。その後、同年末の「第20回NHK紅白歌合戦」にも初出場を果たし、本楽曲を歌唱した。
- 本楽曲はその後玉置浩二、山崎ハコ、由紀さおりら多くの歌手やミュージャンによってカバーされている。

## 収録曲
- 両楽曲共に、作詞・作曲：浜口庫之助／編曲：小谷充

1. みんな夢の中（3分11秒）
2. 耳のうしろで（2分47秒）